# Белокриничье (село)
Белокрини́чье (укр. Білокриниччя) — село в Шепетовском районе Хмельницкой области Украины. Население составляет 566 человека (на 2007 год).

## Физико-географическая характеристика
Высота селения над уровнем моря — 314 метров. В Белокриничье установлен геодезический знак.

## История
Согласно самой распространённой версии, название села связано с колодцем (с укр. криниця), дающего чистую воду. Данный колодец находится в центре села. Изначально село именовалось как Белая Криница (укр. Біла Криниця).
В XVIII веке в селе действовала униатская церковь. В 1856 году была построена Михайловская церковь на месте разрушенной церкви, заложенной в XVI—XVII веках. В церкви хранились реликвии XVII—XVIII веков. С 1840 по 1888 год настоятелем церкви служил Фёдор Жадановский. В 1886 году была построена кирпичная церковно-приходская школа. К концу XIX века село Белокриничье входило в Заславский уезд Судилковской волости Волынской губернии и состояло из 90 дворов. На тот момент значительная часть земель села принадлежала к помещику Ясинскому. На конец XIX века в селе действовало одноклассное училище.
В 1887 году близ села был найден метеорит, получивший имя «Белокриничье».
В ходе Великой Отечественной войны село было оккупировано немцами. В 1942 году гебитскомиссар выстроил в Белокриничье для себя дом. Для постройки использовались материалы из разобранной казармы в селе Славута. После освобождения села от нацистов, здание использовалось как школа. В 1973 году в Белокриничье построили детский сад для детей работников колхоза имени Горького. В 1995 году часть помещения детского сада была отдана для начальных классов школы. В 2004 года в здании детского сада начали учиться школьники 5-9 классов, а в школе — дети 1-4 классов и дошкольники.
В 1987 году на месте могилы Героя Советского Союза Василия Шарова, погибшего в годы Великой Отечественной войны, установлен гранитный обелиск. Автор проекта памятника — Владимир Богданович Лашков. В 1990 году мемориал включён в список памятников местного значения Хмельницкой области. В 1990 году на месте братской могилы времён Великой Отечественной войны с 89 похоронными был установлен гранитный памятник.
По состоянию на 1973 года село входило в состав Судилковского сельского совета (центр — село Судилков) Хмельницкой области. С 18 декабря 2016 года входит в состав Судилковской общины.

## Население
В 1906 году в селе насчитывалось 173 двора и 863 жителя. На 2006 год в селе было 226 дворов, проживало 578 жителей. К 2007 году имелось 219 дворов при 566 жителях.

## Инфраструктура
Уличная сеть Белокриничья состоит из семи улиц (Белокриницкой, Юрия Гагарина, Горького, Остапа Вишни, Титова, Шевченко и Школьной). В ходе декоммунизации улица Ленина была переименованы в Остапа Вишни.
В селе имеется школа, детский сад, сельский клуб, фельдшерский-акушерский пункт, Свято-Михайловский храм УПЦ МП, церковь Всеукраинского союза церквей евангельских христиан-баптистов.